# (5810) 1988 EN
(5810) 1988 EN es un asteroide perteneciente al cinturón de asteroides, región del sistema solar que se encuentra entre las órbitas de Marte y Júpiter, descubierto el 10 de marzo de 1988 por Yoshiaki Oshima desde el Observatorio Gekko, Kannami, Japón.

## Designación y nombre
Designado provisionalmente como 1988 EN. 

## Características orbitales
1988 EN está situado a una distancia media del Sol de 2,435 ua, pudiendo alejarse hasta 2,991 ua y acercarse hasta 1,880 ua. Su excentricidad es 0,228 y la inclinación orbital 5,072 grados. Emplea 1388,47 días en completar una órbita alrededor del Sol.

## Características físicas
La magnitud absoluta de 1988 EN es 13,8. Tiene 5,093 km de diámetro y su albedo se estima en 0,206. 